# 七氟烷
七氟烷（INN：sevoflurane）又稱七氟醚，為一種非易燃、氣味香甜的鹵代醚麻醉藥，可以誘導和維持全身麻醉。其藥力起效和消退速度甚快，僅次於地氟烷。本藥通常與笑氣和氧氣混合後，以吸入形式施用。
七氟烷的安全記錄良好，但可能對嬰幼兒構成神經毒性，及在罕見情況下導致類似氟烷的肝毒性問題，引起了醫學界的關注。由於對氣道粘膜的刺激性較低，七氟烷成為了誘導麻醉的首選用藥。

## 歷史
七氟烷的發現者為罗斯·特雷尔（Robert Terrell）及伯纳德·列根（Bernard M. Regan）。他們分別地發現七氟烷的麻醉功效。伯纳德·列根等人於1975年發表了一篇詳述七氟烷的性質和研發過程的文章 。本藥1990年起正式在日本作臨床使用。七氟烷的全球性專利權本來由百特国际擁有，多次換手後被雅培收購。目前專利已過期，故七氟烷屬於學名藥。

## 醫學用途
七氟烷適用於不同年齡的病人，經常用於日間手術和門診手術病人，是其中一種最為常用的麻醉藥。七氟烷和地氟烷正逐漸取代異氟烷和氟烷，成為人用全身麻醉藥的首選。獸醫學上現在也廣泛採用七氟烷。
七氟烷常用於兒童的全身麻醉。在甦醒過程中，地氟烷已知可導致患者煩躁和譫妄。這很可能是因為七氟烷恢復速度快，病患容易在術後感受到痛楚和不適。恰當地使用止痛藥物和α2腎上腺素受體激動劑可以減緩這些副作用。此外，七氟烷能導致顱內壓升高和壓抑呼吸。
包括七氟烷在內的很多麻醉藥在靈長類動物的幼體模型中被證實可引致不可逆和漸進的神經損傷。這項發現令醫學界關注到為嬰幼兒施行全身麻醉會否導致日後出現神經學和行為方面的異常。然而，許多這方面的臨床研究由於統計檢定力的不足和共變因的干擾而未能得出明確的答案。為了探究全身麻醉和不同揮發性麻醉藥對嬰幼兒的神經系統發育的影響，研究人員於2010年發起兩項大型的前瞻性臨床研究（PANDA和GAS），至今仍在進行當中。

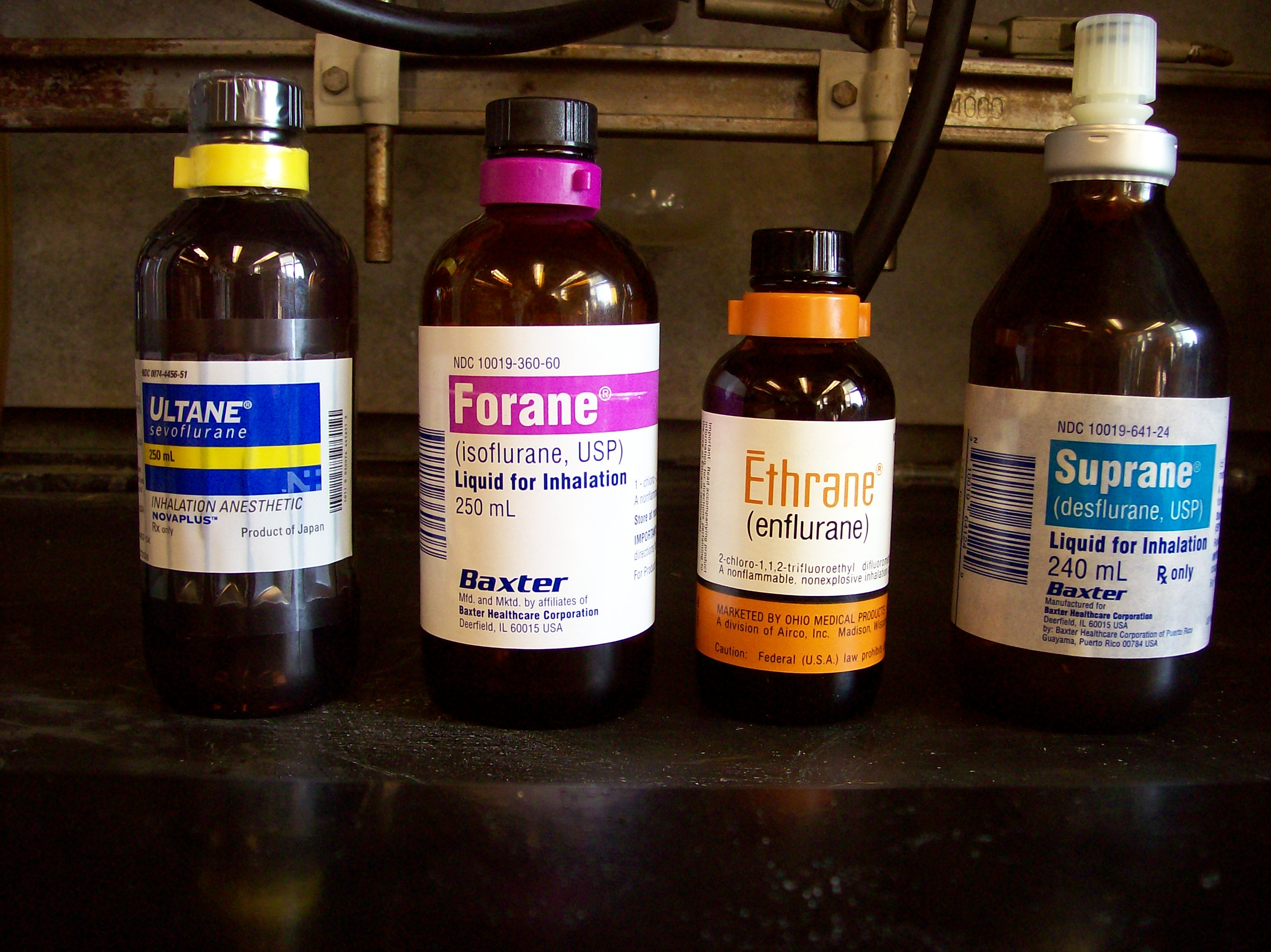
臨床用的七氟烷，瓶頸標識為黃色（左一）

## 藥理學
和其他全身麻醉藥一樣，七氟烷的確實作用機理仍有待進一步探討。七氟烷相當可能是γ-氨基丁酸A型受体（GABAA受体）的别构激活剂和N-甲基-D-天門冬胺酸受體（NDMA受體）的拮抗劑，並能大為增強甘氨酸受體的傳導。同時，本藥可抑制烟碱型乙酰胆碱受体（nACh受体）和血清素受體第三型（5-HT3受体）的傳導。

## 特性
| 相对分子質量   | 200                   |
| 沸點           | 58.6°C                |
| 密度（20°C）   | 1.52 g/mL             |
| 蒸氣壓（20°C） | 20.9 kPa （157 mmHg） |
| 蒸氣壓（25°C） | 26.3 kPa （197 mmHg） |
| 蒸氣壓（36°C） | 42.3 kPa （317 mmHg） |
| 血氣分配係數   | 0.68                  |
| 油氣分配係數   | 47                    |
| 最低氣泡濃度   | 2.1%                  |

七氟烷蒸氣是種比較強大的溫室氣體，大氣平均壽命為1.1年，全球暖化潛勢為130，年排放量約為1,200公噸。

## 相關事件
2021年1月23日，佛山一名剛畢業的陳姓女生，被上司彭某在卡拉OK期間以七氟烷迷姦後致死，死因為七氟烷中毒致急性呼吸、循环功能障碍而死亡。「七氟烷」是嚴格管控的處方藥，但在市面上作為「迷姦藥」廣泛流傳出售，因此造成的迷姦案並不少見。對於此案，2021年2月微博一名具有警員背景的KOL「江寧婆婆」撰文表示「一捂嘴就立刻暈」的迷藥只是都市傳說，一名陳姓婦產科女醫師為證明江寧婆婆的文章為造謠，讓女性受害之後還要被質疑，故以自己的身體作實驗證據，在鏡頭前直播自己被七氟烷一捂嘴就立刻暈的實驗。

## 備註
1. ↑  請參見“延伸閱讀”章節
2. ↑  大氣壓力下
3. ↑  37°C下
4. ↑  體積分數

## 延伸閱讀
- Patel, Sanjay S.; Goa, Karen L. . Drugs. 1996-04, 51 (4): 658-700. ISSN 0012-6667. PMID 8706599. doi:10.2165/00003495-199651040-00009 （英语）.</ref>
- <ref>Haria, M.; Bryson, H. M.; Goa, K. L.; Patel, S. S. . Drugs. 1996-08, 52 (2): 253. ISSN 0012-6667. doi:10.1007/BF03257493 （英语）.
- Wallin, Richard F.; Regan, Bernard M.; Napoli, Martha D.; Stern, Ivan J. . Anesthesia & Analgesia. 1975-11, 54 (6): 758-766. ISSN 0003-2999. doi:10.1213/00000539-197511000-00021 （英语）.
- Xiulai Zhang, Haiyan Zhou, Yi Wang, Gang Chen, Ling-ling Fang. . The International Journal of Anaesthesia.   [2017-07-27]. （原始内容存档于2017-07-27）.